# Kartiack
Kartiack est un village du Sénégal situé en Basse-Casamance. C'est le chef-lieu de la communauté rurale de Kartiack, dans l'arrondissement de Tendouck, le département de Bignona et la région de Ziguinchor.
Lors du dernier recensement (2002), Kartiack comptait 7 094 habitants et 987 ménages.
Le boukout (cérémonie d'initiation) de Kartiack a été célébré en 2012 – 33 ans après la précédente édition (1979)